# جو سون
جو سون (کره‌ای: 손형민؛ زادهٔ ۲۲ نوامبر ۱۹۷۰) یک هنرپیشه اهل ایالات متحده آمریکا است.